# Quotient du spectre autistique
Le quotient du spectre autistique (en anglais autism-spectrum quotient (AQ)) est un questionnaire publié en 2001 par Simon Baron-Cohen et ses collègues du Centre de Recherche sur l'Autisme à Cambridge, au Royaume-Uni. Composé d'une cinquantaine de questions, il vise à déterminer si les adultes d'intelligence moyenne présentent des symptômes d'autisme ou d'autres troubles du spectre autistique. Plus récemment, des versions pour les enfants et les adolescents ont également été publiées. 
Le test a été popularisé par Wired en décembre 2001 lors de sa publication avec l'article « The Geek Syndrome ». Il est couramment utilisé pour l'auto-diagnostic du syndrome d'Asperger et de l'autisme de haut niveau, bien qu'il ne soit pas destiné à être un outil de diagnostic.